# 亞瓦爾科查山 (奧永區)
10°50′49″S 76°37′37″W / 10.84694°S 76.62694°W
亞瓦爾科查山（Yawarqucha），是秘魯的山峰，位於該國中南部利馬大區，由奧永省的奧永區負責管轄，屬於安地斯山脈的一部分，海拔高度5,000米。